# コアシダカグモ
コアシダカグモ（学名: Sinopoda forcipata (Karsch, 1881)）はアシダカグモ科のクモの1種。家屋内に見られるアシダカグモによく似ているが別属の種で、屋外に見られる。

## 概説
屋内で生活するアシダカグモ Heteropoda venatoria はその大柄な体格と共に広範囲に分布する種としてよく知られ、人目を引く（好悪は別として）動物である。本種はこれにとてもよく似ており、外見的にはやや小柄で足が短め、そして体色が濃いめという程度しか差がない。生息域は完全に異なり、日本では無印のアシダカグモ（以下、無印と略す）が屋内性であるのに対して本種は屋外、それもほぼ森林性である。ただしいずれも例外的に発見されることはあるのでそれで完全に区別するのは難しい。現在では日本においては無印は移入種、本種は在来種であると考えられている。
本種は以前には無印と同属と考えられていたが、近年の検討の結果、本種をタイプ種とした新しい属が立てられた。また近縁の別種が国内にあり、地域的な分化もあることが分かっている。

## 特徴
体長は雌で20～25 mm、雄で16～20 mmに達する大型のクモ。背甲は幅より長さが僅かに大きく、褐色で後縁には黄色の細い帯状斑がある。眼は8眼2列で前列眼は互いに接近していて前曲、つまり側眼が中眼よりやや前にあり、後列は後曲、つまり側眼が中眼より後ろに位置する。2個の前中眼の間の距離は眼の直径より小さく、前中眼と前側眼の間の距離は前中眼の径より大きい。胸板は淡褐色で周辺は赤褐色になっている。上顎は暗褐色、下顎は赤褐色で先端側が淡い色になっている。上唇は赤褐色で前の方が明るい。触肢と歩脚は全体に赤褐色。歩脚は細長く短い毛が多い。腹部は褐色で前方と後方の中央にはっきりした黄色の斑紋があり、前方のそれの両側と後方のそれの周囲は黒い。また腹背の中央にも2対の黒い斑紋がある。

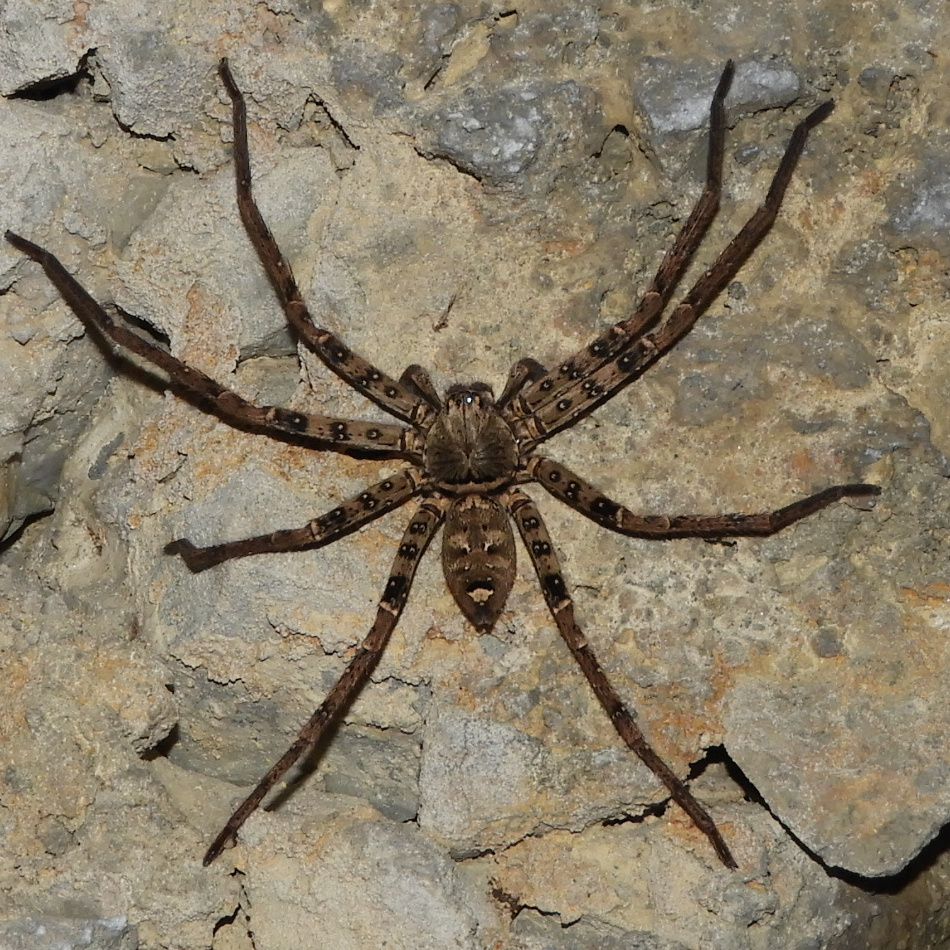
雄成体
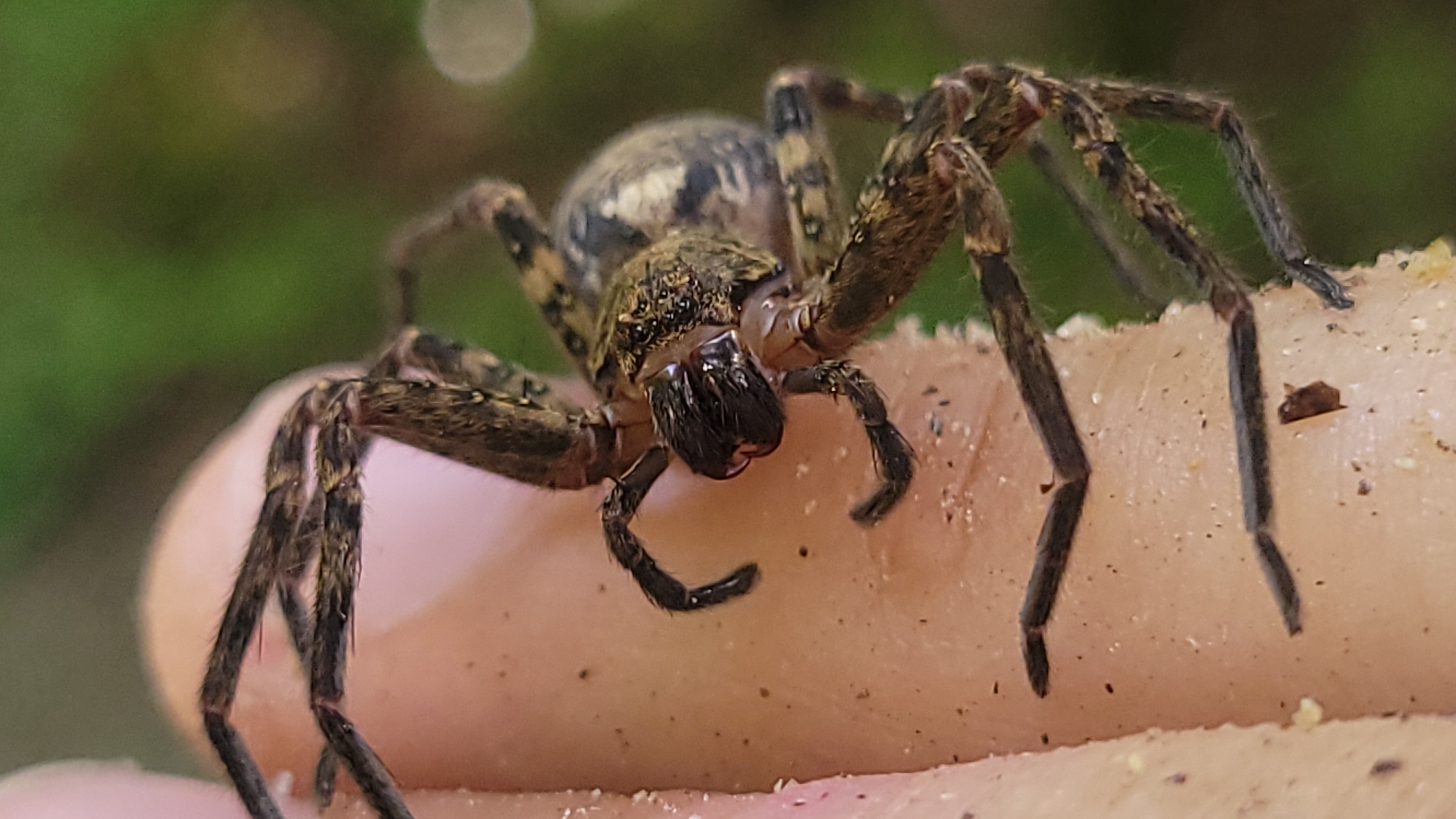
雌成体正面 背甲前縁に白斑がない
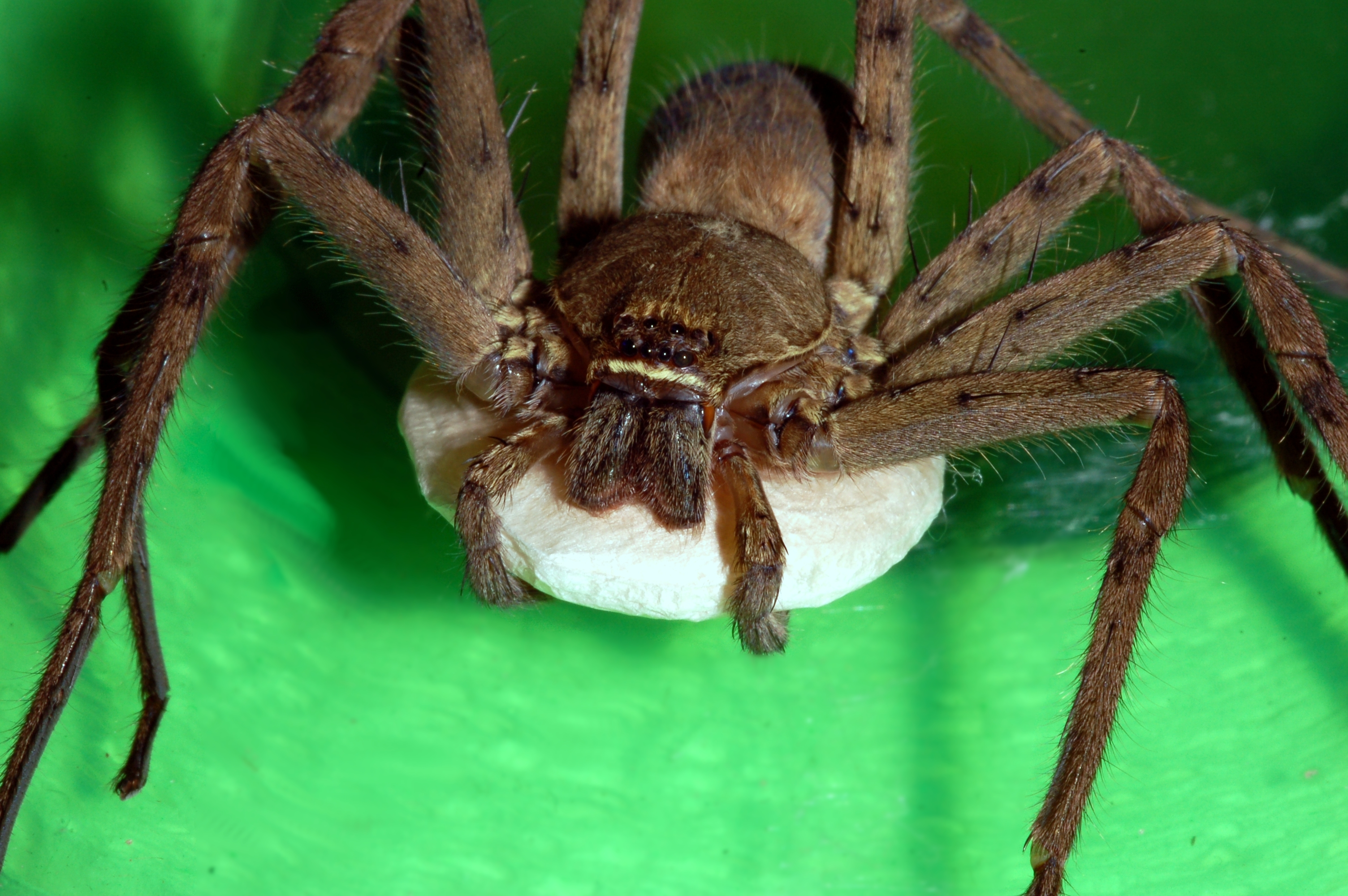
アシダカグモの雌成体正面 背甲前縁に白斑がある

## 分布
日本では本州（太平洋側では岩手県以南）、四国、九州に分布し、国外では中国から報告がある。

## 生息環境
平地から山地にかけて、森林や里山に住み、また市街地でも良好な緑地であれば見られることがある。一般的に暗い場所を好み、洞窟内で見られることもある。また本州の東北地方では家屋内でも見られることがあるという。

## 生態など
夜行性で日中は物陰などに潜んでおり、夜間はそこから出て地表や樹幹などを這い回る。日中は林床の落ち葉や岩の隙間などで発見される。基本的には待ち伏せの捕食者で、地表や樹幹などに静止して、獲物となる昆虫などが近寄ってくると捕食する。
幼生、成体共に通年に見られ、越冬も幼生、成体共に樹皮の下や朽木の中などで行う。産卵期は6～8月で、白色の卵嚢を樹幹、倒木、岩などの表面に貼り付け、親が保護する。

### アシダカグモとの区別点
日本において現実的に本種と紛らわしいのはアシダカグモ Heteropoda venatoria であろう。この2種は現在では別属とされているが、その主な区別は生殖器の構造に基づき、外見的な特徴ではその区別は出来ない。一番わかりやすいのは生息環境の違いで、無印は日本では家屋内生、本種は野外性なので、住居の室内で見つかれば無印、森林内で見つかれば本種でまず間違いないが、物置や神社のような場所には本種が侵入する例があり、そのような場所では両者が見つかる可能性がある。なお、本種も本州の東北地方では家屋に入るが、無印の分布域は本州の関東地方以南であり、ほぼ重複しない模様である。
形態の面では、八木沼 (1960) には無印との違いについて、以下の点を本種の特徴として挙げている。
- 体長がやや短い。
- 全体に毛が少なく、褐色味が強い。
- 頭胸部の背甲がやや縦長になっている。
- 背甲の後縁に黄色い帯状斑があるが、前端にはない。
- 腹部に2対の黒い斑紋、及び前端と後端近くに黄色の円形に近い斑紋がある。

小野 (2009) は本種の識別点として雌で背甲の前縁に白い帯状斑がないこと、雄では背甲の色彩が一様であることをあげている。

## 分類、近似種など
本種はかつてはアシダカグモと同属とし、Heteropoda forcipata の学名が用いられた。しかし1999年に本種をタイプ種とする別属としてコアシダカグモ属 Sinopoda が立てられ、現在では頭記の学名が用いられている。類似の別種は八木沼 (1960) でも存在するらしいことは知られていたが、現在ではこの属の種が日本国内で本種を含めて8種あることが分かっている。この8種は2つの種群に分けられており、コアシダカグモはコアシダカグモ種群に含まれる。この種群にはもう）2種、ヒメアシダカグモ S. stellatops が本州の中国地方から四国北部、九州北部に分布し、オガタヒメアシダカグモ S. ogatai が本州中部に分布する。この2種は本種よりかなり小さい（体長12 mm程度）。リュウキュウコアシダカグモ種群の5種のうち4種までは琉球列島の各地の固有種となっている。残りの1種、トライコアシダカグモ S. koreana は九州北部に知られる。これらは皆よく似ており、その分布域で判別出来る場合もあるが、正確には生殖器、それも外性器だけでなく内性器まで調べる必要があるという。なお、この属の他ではアシダカグモ属にアシダカグモ以外に2種、カワリアシダカグモ属 Pseudopoda に2種があり、いずれも外見的に似ているが、どちらの属の種も琉球列島のものである。